# Incident v Namamugi

Incident v Namamugi zobrazený na japonském dřevorytu z 19. století. Charles Lennox Richardson je vyobrazen uprostřed scény.

Incident v Namamugi (japonsky 生麦事件, Namamugi-džiken), známý také jako Kanagawský incident nebo Richardsonova aféra, byla politická krize, k níž došlo v japonském šógunátu Tokugawa během období Bakumacu. Dne 14. září 1862 byl britský obchodník Charles Lennox Richardson zabit ozbrojenou družinou Hisamicu Šimazu, daimjó provincie Sacuma, na cestě zvané Tókaidó v Namamugi u Kawasaki.
Richardsonovo zabití vyvolalo mezi Evropany na Dálném východě velké pobouření, považovali ho za porušení jejich exteritoriality. Japonci naopak tvrdili, že Richardson Šimazua zneuctil a byl zabit oprávněně podle pravidla Kiri-sute gomen. Britské požadavky na odškodnění byly ze strany Sacumy ignorovány. To vyústilo v srpnu 1863 v dělostřelecké ostřelování Kagošimy (neboli anglo-sacumskou válku).

## Incident
Dne 14. září 1862 se čtyři britští občané – anglický obchodník ze Šanghaje Charles Richardson, dva angličtí obchodníci z Jokohamy William Marshallem a Woodthorp C. Clark a Marshallova švagrová Margaret Watson Borrodaileovou (která žila v Hongkongu) – vydali na koních do buddhistického chrámu Kawasaki Daiši (Heiken-dži). Všichni čtyři jeli na koních mezi Kanagawou a Kawasaki po cestě Tókaidó, která vedla jihozápadně od Eda.
Šógunát s předstihem informoval britského charge d'affaires Edwarda St. John Neala, že se velká ozbrojená skupina chystá vrátit do Kjóta a že plánuje cestovat přes Kanagawu. Vzhledem k tomu, že mnozí členové výpravy nebyli obeznámeni s cizími zvyky, byl Neale požádán, aby se držel anglické občany mimo Tókaidó.
Richardson se po dlouhém pobytu v Číně již chtěl vrátit domů do Anglie na odpočinek. Rozhodl se ale, že se před cestou domů ještě podívá do Japonska, což se mu stalo osudným.
Skupina odjela z přístavu v Jokohamě ve 14:30 lodí přes jokohamský přístav do vesnice Kanagawa. Dále cestovali koňmo na sever přes nedalekou vesnici Namamugi (nyní součást okrsku Curumi v Jokohamě), kde narazili na početnou ozbrojenou družinu daimjó Sacumy, Hisamicua Šimazu.

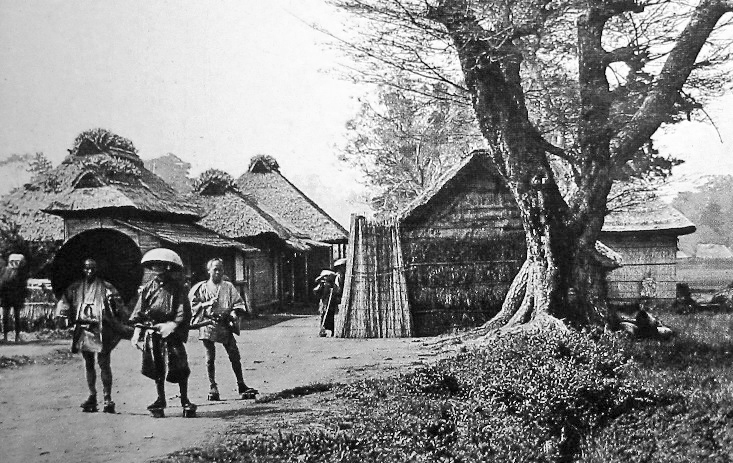
Vesnice Namamugi, 1862

Šimazu jel opačným směrem než Richardsonova skupina. Když se obě skupiny setkaly, tak Britové pokračovali v jízdě podél silnice, aniž by sesedli, dokud nedojeli k hlavní části průvodu. Ta zabírala celou šířku cesty. Richardson jel první a pokračoval dál podél Šimazuova průvodu. Nesesedl, přestože k tomu byl opakovaně vyzván členy Šimazuovy stráže.
Richardson byl následně smrtelně zraněn sečnou ranou, kterou mu uštědřil jeden z šimizuových tělesných strážců. Clark a Marshall byli také těžce zraněni, pouze Margaret Borrodaileová napadena nebyla. Ti tři ujížděli pryč, jak nejrychleji mohli. Smrtelně raněný Richardson spadl z koně a Šimazu vydal rozkaz coup de grâce. Posmrtná prohlídka Richardsonova těla prokázala deset smrtelných ran. Richarson byl pohřben na jokohamském obecném hřbitově pro cizince, mezi pozdějšími hroby Marshalla a Clarka. 

## Důsledky incidentu
Incident Namamugi vyvolal v Japonsku novou politickou krizi. Událost se stala v období Bakumacu, tedy poté, co vládnoucí šógunát Tokugawa ukončil svou izolacionistickou zahraniční politiku (sakoku) a povolil vstup cizinců do země. Incident pobouřil Japonce, Evropany i Američany, přičemž tyto skupiny zabíjení téměř jednomyslně podporovaly, respektive odmítaly.
Incident vyvolal zděšení v komunitě cizinců v Japonsku, která sídlila ve čtvrti Kannai v Jokohamě. Lidé ze západu argumentovali tím, že Richardson byl v Japonsku chráněn extrateritorialitou podle anglo-japonské smlouvy (1854) o přátelství a byl tak vyňat z japonských kulturních požadavků. Dle této logiky byla Richardsonovo zabití jako kiri-sute gomen nezákonné. Mnoho západních obchodníků apelovalo na své vlády, aby proti Japonsku podnikly trestní kroky. Britská vláda požadovala od bakufu a daimjó Sacumy odškodnění. Zároveň s tím požadovala zatčení, soud a popravu pachatelů.

### Ostřelování Kagošimy
V polovině roku 1863 ztratili Britové trpěliovost, protože požadavky na reparace za incident v Namamugi stále nebyly splněny. V červenci šógunát sice vyplatil Britům částku 100 000 liber (třetinu svých ročních příjmů), což bylo způsobeno především obavami z námořního bombardování hlavního města šógunátu Eda. Provincie Sacuma nicméně nadále britské požadavky ignorovala a odmítla se za Richardsonovu smrt i omluvit.

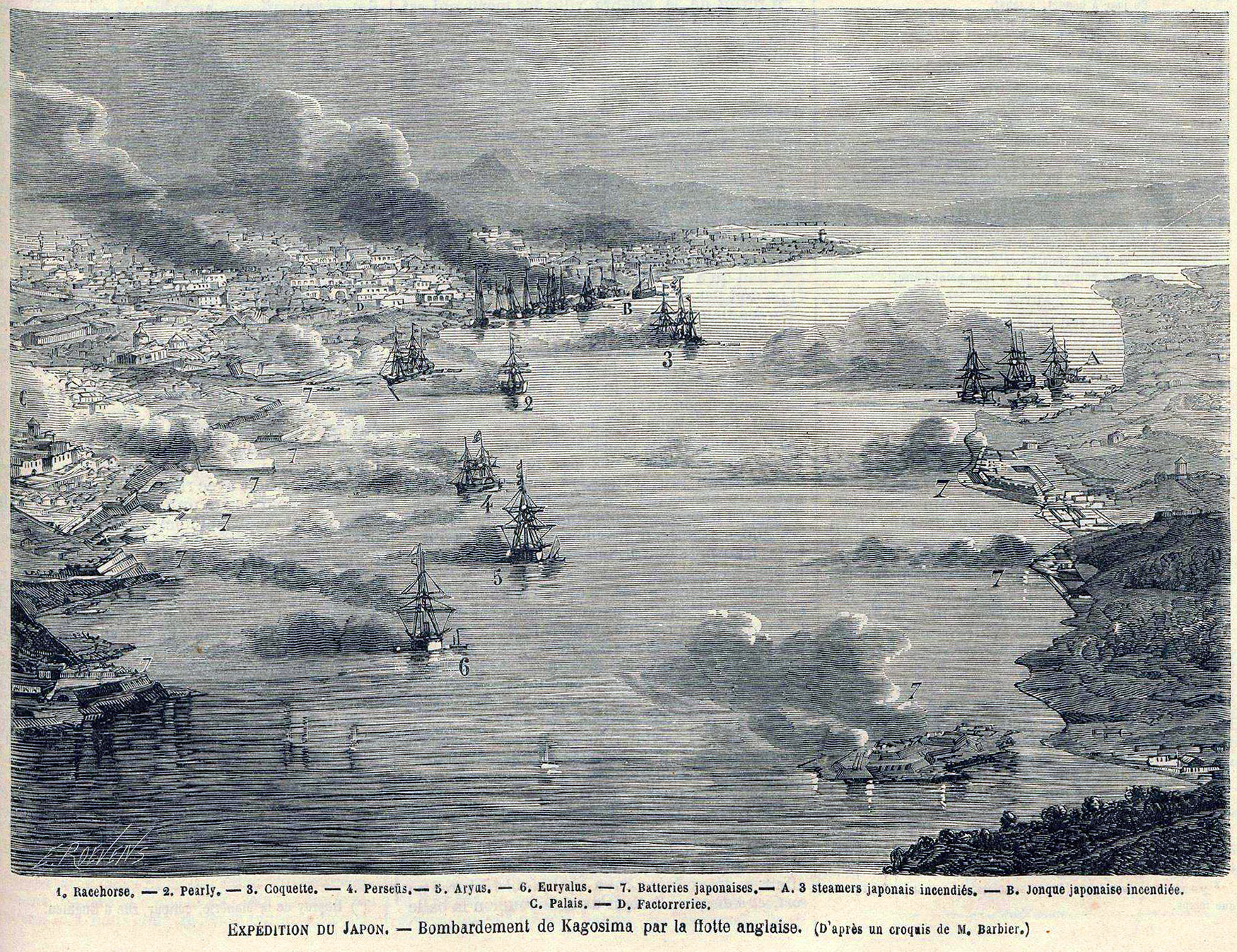
Ostřelování Kagošimy, 1863, E.Roevens

Dne 15. srpna vplula do vod Kagošimy, hlavního města provincie Sacuma, eskadra královského námořnictva, aby násilím vymohla požadované odškodnění. Když se setkala s dalšími výmluvami a pokusy o odklad, tak se násilím zmocnila několika sacumských lodí jako zástavu pro budoucí jednání. Eskadra ale byla nečekaně ostřelována sacumskými pobřežními dělovými bateriemi. Britské lodi odpověděly zničením sacumských plavidel a ostřelováním Kagošimy, která musela být evakuována. Sacumské dělostřelectvo bylo postupně umlčeno, ale britské lodě nebyly schopny ostřelování udržet a o dva dny později se stáhly. Bitva si nakonec vyžádala pět mrtvých na sacumské straně a jedenáct britských životů (včetně zásahu, při němž zahynul kapitán britské vlajkové lodi HMS Euryalus).
Materiální ztráty Sacumy byly značné. V Kagošimě bylo zničeno přibližně 500 domů a potopeny byly tři jejich parní lodi. Střetnutí vyvolalo v britské Dolní sněmovně bouřlivou diskuzi, ale chování zastupujícího viceadmirála Augusta Leopolda Kupera bylo nakonec sněmovnou oceněno. V roce 1864 byl Kuper „za své služby u Kagošimy“ povýšen na rytíře a velitele Bathského řádu.
Hisamicu Šimazu v Japonsku později obdržel dvorní titul Ósumi no Kami (大隅守).
Vojenská intervence vyústila v nové vyjednávání mezi Brity a Sacumou. Sacuma uznala převahu královského námořnictva a v důsledku toho usilovala o navázání obchodních vztahů s Británií. Později téhož roku provincie zaplatila 25 000 liber (což v roce 2021 odpovídalo 2 500 000 liber) jako kompenzaci požadovanou britskou vládou z peněz vypůjčených od bakufu. Sacuma půjčku nikdy nevrátila, protože šógunát Tokugawa byl o pět let později svržen. Britské požadavky na postavení Richardsonových vrahů před soud zůstaly nesplněny.
Bombardování Kagošimy se v Japonsku stalo známým jako anglo-sacumská válka (薩英戦争, Sacu-Ei Sensó).